# Pressure Points
Pressure Points es el segundo álbum del grupo de rock progresivo Camel en directo grabado el 11 de mayo de 1984 en Hammersmith Odeon, Londres.

## Lista de temas
1. Pressure Points (7:17) - Latimer
2. Drafted (3:51) - Hoover, Latimer
3. Captured (3:02) - Latimer, Schelhaas
4. Lies (5:16) - Hoover, Latimer
5. Sasquatch (4:09) - Latimer
6. West Berlin (5:19) - Hoover, Latimer
7. Fingertips (4:48) - Hoover, Latimer
8. Wait (4:28) - Latimer, McBurnie
9. Rhayader (2:29) - Bardens, Latimer
10. Rhayader Goes To Town (6:05) - Bardens, Latimer

## Intérpretes
- Colin Bass - bajo y voces
- Paul Burgess - percusión
- Richie Close - teclados
- Andrew Latimer - guitarra, voces
- Chris Rainbow - teclados, voces
- Ton Scherpenzeel - teclados

Invitados
- Peter Bardens - teclados en Rhayader y Rhayader Goes to Town.
- Mel Collins - saxofón en Fingertips.

- Datos: Q1756439